# Культурний капітал Естонії
Культурний капітал Естонії (естн. Eesti Kulturkapital, часто скорочено Kulka) — фонд для просування естонської культури. Фонд був заснований законом у 1994 році, існував з 1925 по 1941 рік.

## Міжвоєнний період
Після створення Естонської Республіки в 1918 році уряд Естонії хотів консолідувати національну культуру, субсидуючи її з боку держави. Перші ініціативи в цьому відношенні можна віднести до 1921 року, коли Міністерство фінансів видало декрет про спеціальний збір на алкоголь. Отримані кошти мали на меті спрямувати на розвиток культури. Однак минуло кілька років, перш ніж був прийнятий Закон про культурну столицю 1925 року.
На основі цього закону формувався фонд зі спеціального податку на тютюн і алкоголь, який поділявся на шість категорій: література, театр, музика, образотворче мистецтво, фізична культура та журналістика. Усі підрозділи мали свою адміністрацію та керівні органи. Кошти спрямовувалися на підтримку публікацій, присудження премій чи грантів. Фінансування за рахунок культурного капіталу у формі грантів може здійснюватися як на короткий проміжок часу, так і на роки, можливо, навіть на півтора десятиліття. У сфері літератури, наприклад, автори могли жити виключно на кошти фонду.

## Радянська окупація
Після радянської окупації в червні 1940 року фонд незабаром прийшов у стан сну й був офіційно розпущений навесні 1941 року. Як і очікувалося, в часи прогресуючої радянізації після Другої світової війни не було потреби в глибоко капіталістичній інституції під назвою «культурний капітал». Крім того, у соціалістичній системі культура сприяла і контролювалася принципово по-іншому.

## З 1991 року
Після відновлення незалежності Естонії в 1991 році пролунали також заклики до відродження культурного капіталу, оскільки в умовах вільної ринкової економіки, що швидко розвивалася, культурі було нелегко самостверджуватися. У 1994 році було прийнято новий Закон про культурний капітал, який загалом наслідував його міжвоєнну модель. Місцезнаходження фонду знаходиться в Таллінні. Ним керує опікунська рада з одинадцяти осіб. Головою опікунської ради є міністр культури Естонії. Його заступника призначає Міністерство фінансів Естонії.

## Фінансування
Як і в міжвоєнний період, фонд живиться за рахунок податків на тютюн і алкоголь. Третім джерелом став податок на азартні ігри. Обсяг зростав практично з кожним роком і у 2012 році склав 22 млн євро. Суми фінансування розподіляються чотири рази на рік за заявкою. В основному існує три різних типи фінансування:
- Стипендії та пенсії, щомісячні платежі протягом більш тривалого періоду часу.
- Фінансування конкретних проєктів, таких як субсидії на друк, фінансування заходів та виставок тощо.
- Нагороди (щорічні премії, премії за життєві досягнення тощо).

## Складові
Сьогодні культурний капітал поділяється на вісім категорій:
- архітектура
- аудіовізуальне мистецтво
- образотворче мистецтво
- література
- музика
- театр
- спорт
- народна культура

Усі вісім підрозділів мають свої керівні органи, кожен з яких призначається на кілька років. Вони також формують відповідне журі для різних премій.

## Премії
- Річні премії
- Річні премії на підрозділ
- Культурні перли, премії за особливі досягнення в галузі культури в провінції

## Вебпосилання
- Eesti Kulturkapitali koduleht (естонська)
- Закон про культурну столицю Естонії (ест.)